# Святослав Мстиславич (князь смоленський)
Святослав (в хрещенні Семен) Мстиславич (?—бл. 1238) — князь новгородський (1 серпня 1217 — 1218), полоцький ( 1222 — 1232 ) та смоленський ( 1232 — бл. 1238).  Син великого князя київського Мстислава Романовича Старого . 
Після 1222 року, коли смоленські війська взяли Полоцьк, Святослав ймовірно став полоцьким князем. У 1230 році, по смерті Мстислава Давидовича, смоленський стіл повинен був перейти до Святослава, але смоляни чомусь не хотіли мати його своїм князем. Тоді Святослав в 1232 році за допомогою полочан взяв Смоленськ «на щит, перебив своїх ворогів і сів на столі». 
Під час монгольської навали на Русь в березні 1238 року основна частина монгольських сил проходила через район Довгомостья в 30 кілометрах на схід від Смоленська, і літературний твір («Житіє Меркурія Смоленського») повідомляє про розгром монгольського війська смолянами. Про дії Святослава під час вторгнення монголів, та його долю після неї не відомо нічого. 